# Josquin des Prés
Josquin Lebloitte, dit Josquin des Prés, également connu sous Iosquinus Pratensis et Iodocus a Prato, né peut-être à Beaurevoir vers 1450-1455 et mort à Condé-sur-l'Escaut le 27 août 1521, souvent désigné simplement sous le nom de Josquin, est un compositeur picard de l'école franco-flamande de la Renaissance. Il est le compositeur européen le plus célèbre entre Guillaume Dufay et Palestrina, et est habituellement considéré comme la figure centrale de l'école franco-flamande. Josquin est largement considéré par les spécialistes comme le premier grand maître dans le domaine de la polyphonie vocale des débuts de la Renaissance, style qui allait poursuivre son développement au cours de sa vie.
Pendant le XVIe siècle, Josquin a graduellement acquis la réputation de plus grand compositeur de l'époque. La maîtrise de sa technique et de son expression étaient universellement admirées et imitées. Des auteurs aussi divers que Baldassare Castiglione ou Martin Luther ont écrit au sujet de sa réputation et de sa renommée. Des théoriciens comme Glaréan et Gioseffo Zarlino ont jugé son style comme le meilleur représentant de la perfection.
Il était tellement admiré que beaucoup de compositions anonymes lui ont été attribuées par des copistes, probablement pour augmenter leurs ventes. Au moins 374 œuvres lui sont imparties ; c'est seulement à l'arrivée des méthodes modernes d'analyse que certaines de ces attributions erronées ont pu être révélées, sur la base de la comparaison avec les caractéristiques de son style et de son écriture. Le seul autographe qui nous soit parvenu est son nom, gravé à la main sur le mur de la chapelle Sixtine et nous ne connaissons qu'une mention relative à son caractère dans une lettre à Hercule Ier d'Este, duc de Ferrare. La vie de douzaines de compositeurs moins connus de la Renaissance est mieux documentée que celle de Josquin.
Il a écrit de la musique sacrée et profane dans toutes les formes vocales propres à l'époque. Elle comprend des messes, des motets, des chansons et des frottoles d’origine italienne. Au XVIe siècle, il était vanté pour son important apport mélodique et son usage de dispositifs techniques ingénieux. À l'époque moderne, les spécialistes ont cherché à compléter sa biographie et ont essayé de définir les caractéristiques principales de son style pour corriger les erreurs d'attribution, tâche particulièrement difficile. Comme Stravinsky plus de 400 ans plus tard, Josquin aimait résoudre des difficultés compositionnelles de différentes manières dans ses œuvres successives. Il écrivait parfois dans un style austère dénué de toute ornementation et composait d'autres fois une musique requérant une virtuosité considérable. Glaréan écrivait en 1547 que Josquin n'était pas seulement un virtuose magnifique mais qu'il était aussi capable de « moqueries » en utilisant la satire de manière très efficace. Au cours de ces dernières années, de nombreux spécialistes se sont préoccupés de retirer des œuvres du corpus de Josquin pour les réattribuer à ses contemporains. Cela ne l'empêche pas d'être le compositeur le plus célèbre et le plus représentatif qui nous soit parvenu de la première Renaissance.

## Biographie

### Naissance et début de la carrière
On connaît peu de choses des premières années de la vie de Josquin. L'essentiel est surtout déductif et spéculatif bien que de nombreux indices aient été relevés dans ses œuvres et dans les écrits de compositeurs contemporains, de théoriciens et d'auteurs des générations suivantes. Josquin serait né en Picardie, près de Saint-Quentin dans le Vermandois, peut-être à Beaurevoir. Il parle de la Picardie dans un bon nombre de chansons et de textes, ce qui démontre une forte affiliation avec sa province natale. Si ce n'est Beaurevoir en France, on suppose parfois qu'il aurait pu naître dans le Comté de Hainaut (partagé aujourd'hui entre Belgique et France moderne), il a cependant été, plusieurs fois dans sa vie, légalement considéré comme Français, de plus les sources le qualifient comme un compositeur picard et non hainuyer.
On a longtemps daté sa naissance sur la base d'une confusion erronée avec un personnage au nom voisin, Josquin (Juhinus) de Kessalia, également repris dans des documents sous le nom de « Judocus de Picardia », né autour de l'année 1440, qui a chanté à Milan de 1459 à 1474, et est mort en 1498. Des examens récents réévaluant sa carrière, son nom et ses antécédents familiaux ont établi que Josquin des Prez est né vers 1450, au plus tard en 1455, ce qui fait de lui un contemporain proche des compositeurs Loyset Compère et Heinrich Isaac, et l'aîné de quelques années de Jacob Obrecht.
Vers 1466, peut-être à la mort de son père Gossart Lebloitte dit des Prez, Josquin est désigné comme leur héritier par son oncle et sa tante, Gilles Lebloitte dit des Prez et Jacque Banestonne. Selon Matthews et Merkley, « des Prez » était un surnom.
Selon Claude Hémeré, ami et bibliothécaire du cardinal de Richelieu dont le témoignage d'après les registres de la basilique de Saint-Quentin date de 1633, Josquin est devenu chantre à Saint-Quentin probablement autour de 1460, et était responsable de la musique de l'église collégiale. De nouveaux éléments situent Josquin comme enfant de chœur à l'église Saint-Géry de Cambrai où l'on identifie un « Gossequin de Condé » qui y accomplit son service en mai-juin 1466. 
Il a pu avoir étudié le contrepoint avec Ockeghem, qu'il a beaucoup admiré durant toute sa vie : c'est ce que suggèrent au XVIe siècle les témoignages de Gioseffo Zarlino, Lodovico Zacconi et l'éloquente déploration de Josquin sur la mort d'Ockeghem en 1497, Nymphes des bois /Requiem æternam, fondée sur le poème de Jean Molinet. Tous les registres de Saint-Quentin ont été détruits en 1669 ; toutefois la cathédrale était un centre important de production musicale, pour toute la région, placé en outre sous la protection royale. Jean Mouton et Loyset Compère y ont été enterrés, et il est possible que les futures relations de Josquin avec la chapelle royale aient été initiées lors de ses premières expériences à Saint-Quentin.
Les premières traces certaines de ses engagements sont datées du 19 avril 1477, sur un registre prouvant qu'il était chantre à la chapelle de René, duc d'Anjou, à Aix-en-Provence où il est certainement resté au moins jusqu'en mars 1478. Il n'existe pas de trace certaine de ses déplacements pour la période allant de mars 1478 jusqu'en 1483, mais s'il est resté au service du roi René, mort en 1480, il a probablement suivi les autres chanteurs affectés en 1481 par Louis XI à la Sainte-Chapelle de Paris. Un des premiers motets de Josquin, le Misericordias Domini in æternum cantabo, suggère d'ailleurs une relation directe avec Louis XI. En 1483, Josquin retourne à Condé-sur-l’Escaut pour réclamer l'héritage de son oncle et sa tante qui ont pu avoir été tués en mai 1478 par l'armée de Louis XI qui avait enfermé et brûlé vive la population dans l'église lors du siège de la ville.

### Milan
Dans une chronologie qui n'est pas claire, Josquin des Prez semble se lier à la cour milanaise et entre au service des Sforza au début des années 1480, peut-être peu après sa visite de 1483 à Condé. On le retrouve en tout cas en juin 1484 comme aumônier et membre de la maison du cardinal Ascanio Sforza, fraîchement élevé au cardinalat et résidant alors à Milan. 
Toujours au service des Sforza, il fait un ou plusieurs voyages à Rome et probablement aussi à Paris tandis qu'à Milan il fait la connaissance de Franchini Gaffurio, maestro di cappella (maître de chapelle) de la cathédrale. En 1489, après une possible période de voyages, il est encore à Milan qu'il quitte cette année-là.
Une résidence à Ferrare au début des années 1480 pourrait expliquer la Missa Hercules dux Ferrariæ composée pour Ercole d'Este mais qui ne correspond pas stylistiquement aux œuvres de la période 1503-1504 à laquelle on situe habituellement Josquin à Ferrare. Une autre hypothèse est fondée sur un document romain du milieu du XVIe siècle décrivant la cour hongroise de l'époque et incluant Josquin comme un des musiciens présent ; elle suggère que Josquin aurait passé une partie de ce temps en Hongrie.

### Rome
De 1489 à 1495, Josquin est membre du chœur papal, d'abord sous Innocent VIII, et plus tard, avec l'avènement des Borgia, sous le pape Alexandre VI. Il a alors pu faire l'objet d'un échange de chantres avec Gaspar van Weerbeke qui est parti à Milan en même temps. Il se pourrait qu'il ait lui-même gravé dans le mur de la chapelle Sixtine le « JOSQUINJ » récemment découvert par des ouvriers qui restauraient la chapelle. Il était habituel que les chantres gravent leur nom sur les murs, des centaines de noms y ont été inscrits entre les XVe et XVIIIe siècles. Les probabilités sont très fortes pour que Josquin soit à l'origine de ce graffiti, auquel cas il s'agirait du seul autographe qui nous soit parvenu,.
Le style de Josquin a évolué vers la maturité pendant cette période. De même qu'à Milan il avait reçu l'influence de la musique profane, à Rome il affine sa technique de la musique sacrée. Plusieurs de ses motets datent des années qu'il a passées à la chapelle papale.

### Départ de Rome, puis la France
Comme le démontre un échange de lettres entre la Maison Gonzague et la famille Sforza, Josquin est très probablement retourné au service des Sforza autour de 1498. Il n'est sans doute pas resté longtemps à Milan, puisqu'en 1499 Louis XII emprisonnera les anciens employeurs de Josquin lors de la conquête de Milan, quand il envahit le nord de l'Italie. Bien que la documentation relative à la carrière de Josquin au tournant du siècle manque, on peut penser qu'il est revenu en France à cette époque. C'est sans doute avant de quitter l'Italie qu'il a écrit l'une de ses compositions de musique profane les plus célèbres, la frottole El Grillo (Le Grillon). Sa mise en musique du psaume 30 : In te Domine speravi (qui adopte de manière inhabituelle un style semblable) date également de cette époque. Cette dernière composition peut être une allusion voilée au réformateur religieux Jérôme Savonarole (Girolamo Savonarola) qui avait été brûlé sur le bûcher à Florence en 1498 et pour qui Josquin semble avoir eu une vénération particulière. Le texte, d'espérance en Dieu, était le psaume préféré du moine qui en a laissé une méditation inachevée, rédigée en prison avant son exécution.
On a tenté de dater certaines des compositions de Josquin, telles que la fanfare instrumentale Vive le roy, peut-être écrite autour de 1500, quand il était en France. Le motet Memor esto verbi tui servo tuo fut, selon Glarean, écrit dans le Dodecachordon de 1547, composé comme rappel courtois au roi de tenir sa promesse d'accorder à Josquin un bénéfice que le monarque avait jusqu'alors « oublié ». Selon le récit de Glarean la manœuvre a réussi : la cour a applaudi et le roi a remis son bénéfice à Josquin. Pour sa réception, Josquin a, dit-on, écrit un motet sur le texte Benefecisti servo tuo, Domine pour montrer sa gratitude envers le roi.

### Ferrare

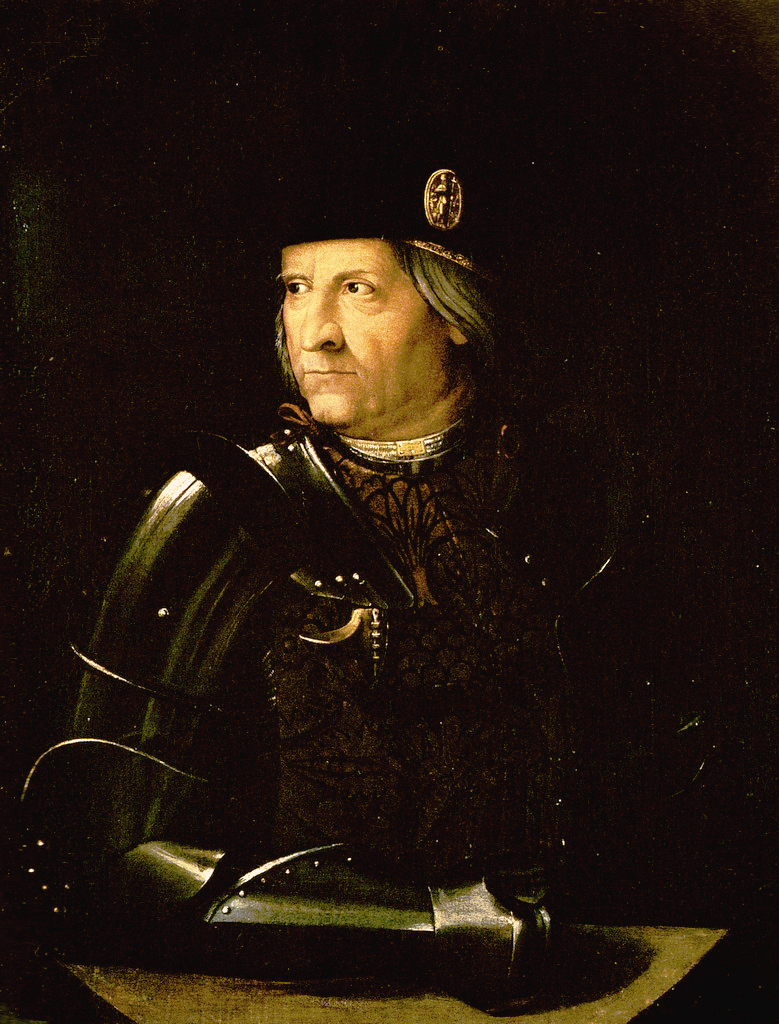
Hercule Ier d'Este était un important mécène de la Renaissance italienne et fut l'employeur de Josquin en 1503 et 1504.

Josquin resta probablement au service de Louis XII jusqu'en 1503, quand le duc Ercole I de Ferrare l'engagea pour sa chapelle. L'une des rares mentions relatives à la personnalité de Josquin date de cette époque. Un conseiller d'Hercule avait recommandé au duc d'engager plutôt Heinrich Isaac, lequel, plus sociable et surtout mieux disposé à négocier, aurait coûté nettement moins (120 ducats contre 200). Le duc choisit cependant Josquin.
À Ferrare, Josquin a écrit une partie de ses compositions les plus célèbres, dont l'austère Miserere (en), influencé par Jérôme Savonarole, qui fut l'un des motets les plus largement répandus du XVIe siècle, le motet virtuose Virgo Salutiferi, complètement à l'opposé et sans doute la Missa Hercules Dux Ferrarie, écrite sur un cantus firmus dont les notes viennent de la sonorité des voyelles du nom latin du prince (ré, ut, ré, ut, ré, fa, mi, ré), une technique connue sous le nom de soggetto cavato (sujet tiré de).
Josquin ne resta pas longtemps à Ferrare. Une épidémie de peste lors de l'été 1503 amena le duc et sa famille à évacuer la ville en même temps que les deux tiers des citoyens et Josquin partit en avril de l'année suivante sans doute pour y échapper lui aussi. Son remplaçant Jacob Obrecht, mourut de l'épidémie pendant l'été 1505 et fut remplacé en 1506 par Antoine Brumel qui resta à la chapelle jusqu'à sa dissolution en 1510.

### Retraite à Condé-sur-l'Escaut
De Ferrare, Josquin retourne directement dans sa région d'origine de Condé-sur-l'Escaut, au sud-est de Lille sur la frontière actuelle entre la Belgique et la France, et devient, le 3 mai 1504, prévôt de l'église collégiale Notre-Dame, un centre musical qu'il dirige jusqu'à la fin de sa vie.
On ignore la réponse qu'il a pu faire au chapitre de la cathédrale de Bourges lui demandant d'assurer la formation et la direction des enfants de chœur de la maîtrise, et donc de diriger également le chœur de l’église, en 1508 : aucun registre ne mentionne son engagement en ce lieu ; la plupart des spécialistes présument qu'il est resté à Condé.
Pendant les deux dernières décennies de sa vie, la renommée de Josquin continua à se répandre à l'étranger. Les nouvelles techniques d'impression ont aidé à une plus large diffusion de sa musique. Josquin était en outre le compositeur préféré des premiers imprimeurs : l'une des premières publications d'Ottaviano Petrucci, qui est aussi l'impression la plus ancienne consacrée à la musique d'un compositeur qui nous soit parvenue, est un livre des messes de Josquin imprimé en 1502. Cette publication eut tellement de succès que Petrucci édita de nouveaux volumes des messes de Josquin en 1504 et 1514 et les réédita plusieurs fois.
Sur son lit de mort Josquin demanda à être enregistré en tant qu'étranger pour que sa propriété ne passât pas aux seigneurs et aux dames de Condé. Ce mince témoignage a été utilisé pour démontrer qu'il était Français de naissance. Il a par ailleurs laissé un don pour que son dernier motet, Pater noster, Ave Maria, soit chanté lors du passage des processions devant sa maison, et qu'une hostie soit placée sur l'autel de la Vierge situé sur la place du marché. Le Pater noster est peut-être sa dernière œuvre.
Josquin des Prés fut inhumé sous le jubé, devant le maître-autel de Notre-Dame de Condé.

## Musique
L'œuvre de Josquin des Prés fut largement diffusée en Europe occidentale, notamment grâce à l'imprimerie musicale naissante. Il nous reste environ 240 œuvres. Maître du contrepoint, il fut le premier grand musicien de la Renaissance et l'un des créateurs de la chanson polyphonique. Jusqu'en 1485, il a plutôt utilisé le contrepoint mélismatique à la manière d'Ockeghem. Sa mise à plusieurs voix de la séquence de Pâques Victimæ paschali laudes [notation (1502) en ligne (suivant D'ung aultre)], constitue un bon exemple de son art de jeunesse. Entre 1485 et 1505, il a tenté de faire la synthèse entre la tradition polyphonique de Dufay ou de Ockeghem et l'harmonie italienne, où prédomine la lecture (et l'audition) en accords ; les motets Planxit David ou Absalon, fili mi montrent une maturité plus grande. Ses motets postérieurs, tel In principio erat verbum, qui sont généralement des mises en musique de textes bibliques, à quatre parties, présentent une écriture à lecture plus verticale dans laquelle une mélodie principale domine l’ensemble.

### Généralités
Josquin a vécu pendant une période transitoire dans l'histoire de la musique. Les styles changeaient rapidement, en partie grâce aux déplacements des musiciens entre les différentes régions d'Europe. Beaucoup de musiciens nordiques s'installaient dans l'Italie du Quattrocento, cœur de la Renaissance, attirés par le mécénat artistique exercé par la noblesse italienne ; puis, de retour dans leur pays, ils rapportaient souvent avec eux les idées dont ils avaient subi l'influence. La ligne musicale sinueuse de la génération d’Ockeghem et la complexité contrapuntique des Flamands/Néerlandais, l’écriture homophonique des laudes italiennes et la musique profane commençaient à se fondre en un style unifié. Josquin était la figure de proue de ce processus qui aboutit à la formation d'un langage musical international dont les représentants les plus célèbres furent Palestrina et Roland de Lassus.
Ses premières œuvres de musique sacrée rivalisent avec la complexité contrapuntique et ornementale, avec les lignes mélismatiques d'Ockeghem et de ses contemporains mais, en même temps qu'il élaborait sa technique contrapuntique, environné par la musique populaire italienne à Milan, il acquérait un langage italianisant pour sa musique profane. Vers la fin de sa longue carrière créatrice qui a embrassé approximativement cinquante ans de productions, il a développé un style simplifié dans lequel chaque voix d'une composition polyphonique adopte un mouvement libre et régulier, et dans lequel il accorde une attention particulière à l’adéquation du texte et des motifs musicaux.
Tandis que d'autres compositeurs avaient influencé le développement du style de Josquin, particulièrement vers la fin du XVe siècle, lui-même est devenu le compositeur le plus influent en Europe, particulièrement grâce à la découverte de l’imprimerie musicale, qui correspond à ses années de maturité et de plus forte production. Sans cela son influence n'aurait sûrement pas été aussi décisive.
Beaucoup de pratiques « modernes » de composition sont nées dans la période autour de 1500. Dans ses œuvres, Josquin a fait une large utilisation de cellules musicales courtes, aux éléments mélodiques aisément reconnaissables, qui passent de voix en voix dans un tissu contrapuntique en lui donnant une unité intérieure, selon un principe d’organisation pratiqué sans interruption depuis approximativement 1500 jusqu'à nos jours.
Josquin a écrit dans toutes les formes importantes courantes à l'époque comme la messe, le motet, la chanson ou la frottole. Il a même contribué au développement d'une nouvelle forme, le motet-chanson (en), dont il a laissé au moins trois exemples. Certaines de ses pièces ont en outre probablement été prévues pour une exécution instrumentale. Chaque domaine de sa production peut encore être subdivisé selon la forme ou la période hypothétique de composition. La datation des œuvres de Josquin reste encore problématique, les spécialistes n'ayant abouti à un consensus que sur une minorité de compositions.

### Messes de Josquin des Prés

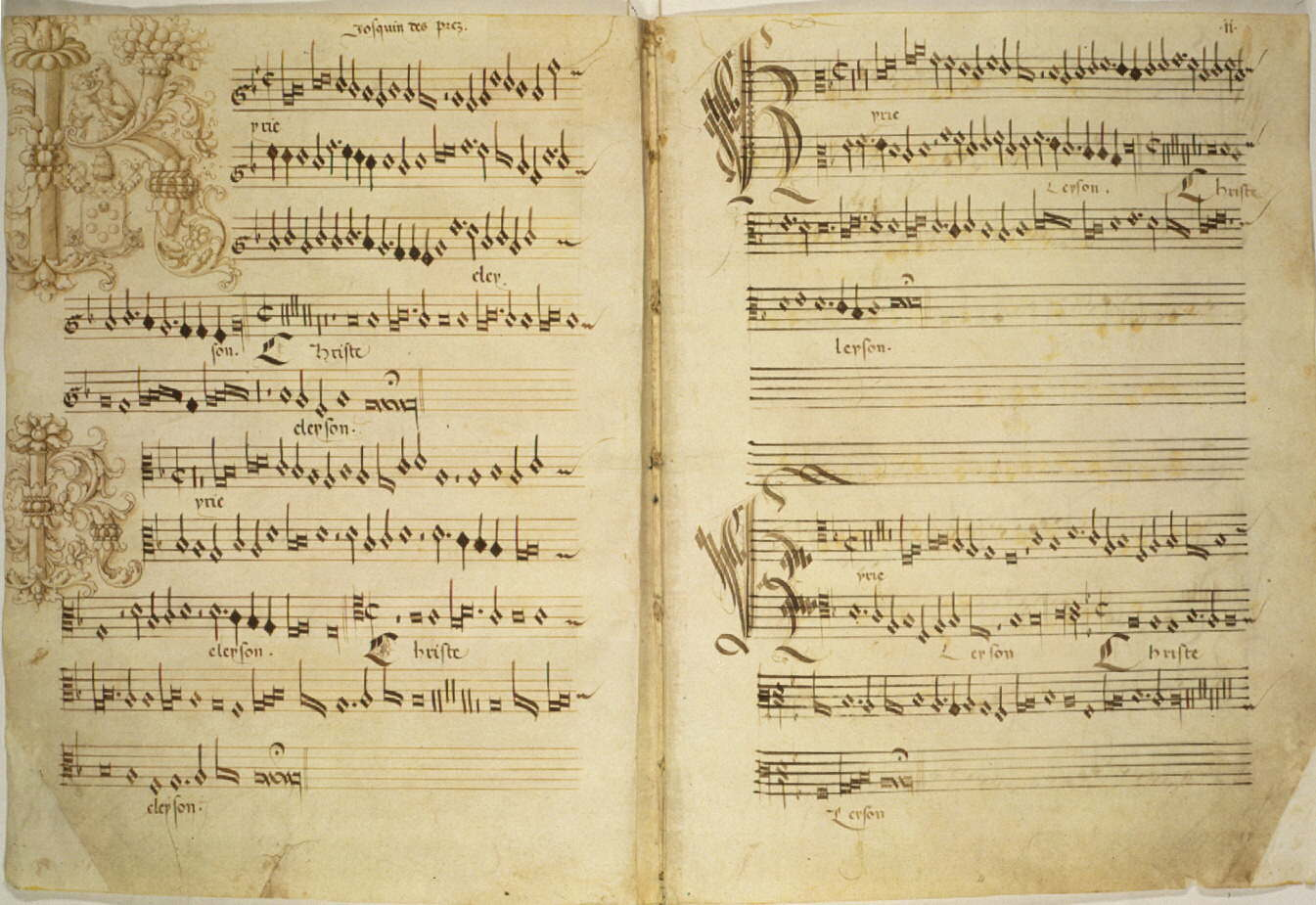
Manuscrit montrant le Kyrie de la Missa de Beata Virgine, une œuvre tardive. (Rome, Biblioteca Apostolica Vaticana, Capp. Sist. 45, ff. 1v-2r).

Josquin écrivait vers la fin de la période où la messe fut la forme prédominante de musique sacrée en Europe. Telle qu'elle s'était développée durant le XVe siècle, la messe était une forme longue comprenant des sections multiples, et dont la structure et l’organisation étaient inenvisageables pour les autres formes comme le motet. Josquin a écrit certains des exemples les plus célèbres du genre, utilisant la plupart du temps un principe d’organisation cyclique (en).
Bien que l'on retrouve les différentes techniques dans chacune des compositions, on peut classer les messes de Josquin selon les catégories suivantes :
- messe sur cantus firmus, dans laquelle un motif musical (une phrase musicale, une mélodie) préexistant(e) apparaît, la plupart du temps inchangé(e), à l'une des voix, les autres voix étant plus ou moins librement composées ;
- messe paraphrase (en), dans laquelle un motif musical préexistant est utilisé librement par toutes les voix en présentant un grand nombre de variations ;
- messe-parodie, dans laquelle un motet préexistant, à plusieurs voix (ou parfois une chanson profane) apparaissent, en totalité ou en partie, avec le matériel de toutes les voix (donc pas seulement la mélodie principale) ;
- soggetto cavato, ou solmisation, dans laquelle la succession des notes est donnée par la ressemblance de leur nom avec la sonorité des différentes syllabes d'un nom ou d'une phrase (par exemple la sol fa ré mi fondé sur les syllabes de Lascia fare mi ("Laisse-moi faire", une phrase usitée par un protecteur inconnu, dans un contexte autour duquel sont nées beaucoup de légendes) ;
- canon, dans laquelle une messe entière est fondée sur les techniques canoniques et où aucun matériel préexistant n'a été identifié.

La plupart de ces techniques, en particulier la paraphrase et la parodie, ont été fixées pendant la première moitié du XVIe siècle ; Josquin était réellement un pionnier, et ce qui a été perçu comme un mélange de ces techniques par de récentes analyses est en réalité le processus par lequel elles ont été créées.
Josquin aimait énormément les techniques canoniques, comme beaucoup d'autres compositeurs de sa génération, et le canon apparaît dans la totalité de ses messes à l'exclusion parfois de tout autre dispositif structurel.

#### Messe sur cantus firmus
Antérieurement à la période de maturité de Josquin, la technique d'écriture des messes la plus répandue était le cantus firmus, déjà en usage pendant la majeure partie du XIVe siècle. C'est la technique utilisée par Josquin au début de sa carrière dans la messe L'Ami Baudichon, probablement sa première messe. Cette messe est fondée sur une chanson paillarde. Qu'une messe fondée sur une telle source soit un procédé admis est démontré par l'existence de la messe dans un livre de partitions de la Chapelle Sixtine correspondant à la période de la papauté de Jules II (1503-1513)
Les deux messes sur cantus firmus les plus célèbres de Josquin sont fondées sur la chanson L'Homme armé, qui a été l'air favori pour la composition de messes durant toute la Renaissance. La première, Missa L'homme armé super voces musicales (en), est un tour de force technique contenant de nombreux canons de proportion et déploiements contrapuntiques. C'est de loin la plus célèbre de ses messes.
La seconde, Missa L'homme armé sexti toni (en), est une « fantaisie sur le thème de L'Homme armé ». Bien que fondée sur un cantus firmus, c'est aussi une messe paraphrase, par les fragments de l'air d’origine qui apparaissent dans toutes les voix. Techniquement, elle est relativement sobre, comparée à l'autre messe sur L'Homme armé, jusqu'à l’Agnus Dei final, qui contient une structure canonique complexe, avec un rare canon renversé autour duquel sont tissées les autres voix.

#### Messes paraphrase
La technique de la paraphrase diffère de la technique du cantus-firmus par l'origine du matériel qui, bien qu'il se compose toujours d'un original monophonique, est souvent embelli par des ornements. Comme dans la technique du cantus-firmus, l'air d'origine peut apparaître dans plusieurs voix de l'ensemble.
Parmi les œuvres les plus célèbres de Josquin, plusieurs messes utilisent la technique de la paraphrase. La Missa Ave maris stella, l'une des premières datant probablement de ses années dans le chœur de la Chapelle Sixtine, paraphrase l'hymne marial du même nom ; c'est aussi l'une des plus courtes de ses messes. La Missa De beata Virgine (en) paraphrase de plain-chant de louanges à la Vierge Marie ; c'est une messe votive, pour la célébration du samedi, et sa messe la plus populaire au XVIe siècle,.
De loin la plus célèbre des messes de Josquin utilisant la technique, et l'une des plus célèbres de toute l'époque, est la Missa Pange lingua (en), fondée sur l'hymne de saint Thomas d'Aquin pour les Vêpres. C'est probablement la dernière messe composée par Josquin. Cette messe est une fantaisie prolongeant l'air en utilisant la mélodie dans toutes les voix et dans toutes les parties de la messe dans une polyphonie raffinée et toujours changeante. 
Un des points culminants de la messe est le Et incarnatus est du Credo, où le texte devient homophonique et où la mélodie apparaît à la voix la plus haute ; ici la partie qui donnerait normalement Chante, ô ma langue, le mystère du corps divin est remplacée par les mots "Et il a été incarné par l'Esprit Saint, est né de la Vierge Marie et a été fait homme".

#### Messes-parodies sur des chansons profanes ou sur des motets
Dans les messes-parodies, le matériel d'origine n'était pas une simple ligne mélodique mais une partition entière, souvent celui d'une chanson profane à plusieurs voix ou un motet. Plusieurs œuvres de Josquin relèvent plus ou moins de cette catégorie, comme la Missa Fortuna desperata, fondée sur une chanson à trois voix Fortuna desperata (en) (sans doute d'Antoine Busnois) ; la Missa Malheur me bat (fondée sur une chanson attribuée parfois à Obrecht, à Ockeghem, ou, plus vraisemblablement, à Abertijne Malcourt (en)) ; et la Missa Mater Patris, fondée sur un motet à trois voix d'Antoine Brumel. La Missa Mater Patris, dans laquelle n'apparaît plus aucun cantus-firmus, est probablement la première vraie messe-parodie à avoir été composée. La technique de la parodie allait devenir la méthode de composition des messes la plus fréquente jusqu'à la fin du XVIe siècle, à une époque où la messe polyphonique tombait graduellement en désuétude pendant que se développait l'attrait pour le motet, cette autre forme musicale religieuse, plus souple car plus courte et quelquefois moins proche de la liturgie.

#### Messes sur des syllabes solmisées
La plus ancienne messe connue d'un compositeur employant cette méthode de composition – le soggetto cavato – est la Missa Hercules Dux Ferrariæ, que Josquin a probablement écrite au début des années 1480 pour le puissant Ercole I, duc de Ferrare. Les notes du cantus-firmus ont été choisies pour leur proximité avec la sonorité des différentes voyelles composant le nom même du dédicataire : Ré - Ut - Ré - Ut - Ré - Fa - Mi - Ré. Une autre messe utilisant cette technique est la Missa La sol fa ré mi (en), elle aussi fondée sur la proximité de sonorité des quelques syllabes composant les mots "Lascia fare mi" ("Laissez-moi faire !") avec celle de notes de musique que Josquin a donc choisies pour thème. D'après l'histoire rapportée par Glaréan en 1547, un aristocrate inconnu avait l'habitude d'éloigner les créanciers avec ces quelques mots, et Josquin a immédiatement écrit sur cette formule une messe « excessivement élégante » et d'une grande finesse, reprenant l'idée à son compte.

#### Messes en canon

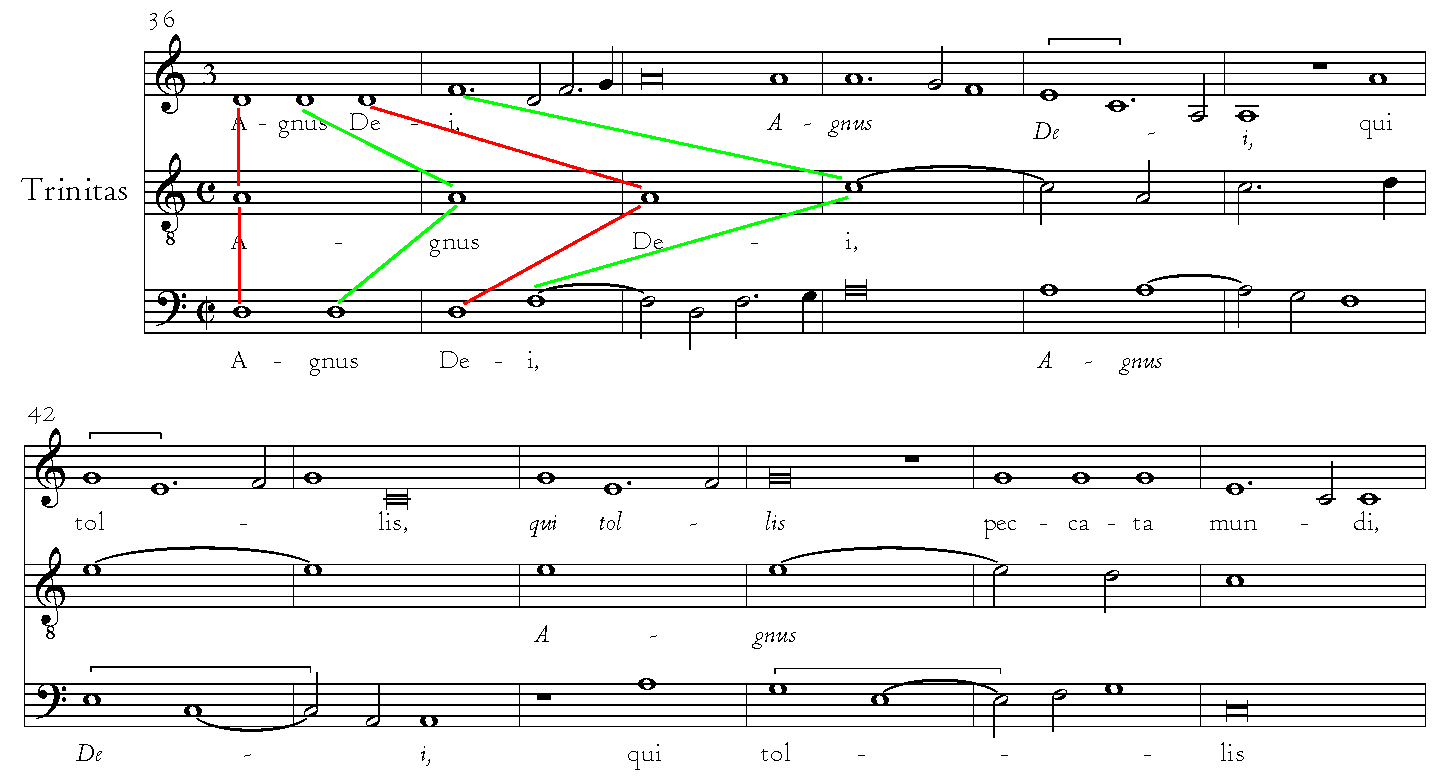
Ouverture de l'Agnus Dei (II) de la Missa L'homme armé super voces musicales. L'épisode est composé d'un canon de proportion à trois voix. La voix du milieu est la plus lente, la plus basse chante deux fois plus vite et celle d'en haut trois fois plus. Les quatre premières notes du canon sont reliées par des lignes de même couleur (les huit premières notes sont une citation de la chanson Ma bouche rit d'Ockeghem, pour contre-ténor).

La prédominance des messes en canon est allée croissante dans la dernière partie du XVe siècle. Les premiers exemples sont la célèbre Missa prolationum (en) (Messe des prolations) constituée entièrement de canons de proportion, la Missa L'Homme armé de Guillaume Faugues, dont le cantus-firmus présente un canon à la quinte descendante, et la Missa ad fugam de Marbrianus de Orto, fondée sur des canons librement composés à la quinte entre la voix de ténor et la voix supérieure. Josquin utilise le canon dans l'Osanna et la troisième invocation Agnus Dei de la Missa L'homme armé sexti toni (Messe L'Homme armé, du sixième ton), dans toute la Missa Sine nomine (Messe sans nom) et dans les trois mouvements finaux de la Missa De beata Virgine (Messe de la bienheureuse Vierge Marie). La Missa L'Homme armé super voces musicales comporte des canons de proportion dans le Kyrie, le Benedictus, et le second Agnus Dei.

### Motets
Le style des motets de Josquin a évolué depuis les compositions strictement homophoniques présentant des successions d'accords et une déclamation syllabique du texte, vers des fantaisies contrapuntiques extrêmement ornementées, et des psaumes combinant ces extrêmes, mêlés de figures rhétoriques et dont la peinture très descriptive du texte annonce le futur développement du madrigal. Beaucoup de ses motets sont écrits pour quatre voix, ce qui était une norme autour de 1500, mais Josquin a aussi été un novateur considérable en écrivant des motets pour cinq et six voix. Aucun motet au-delà de cette taille ne lui a été attribué avec certitude.
Presque tous les motets de Josquin sont conçus avec une contrainte de composition (d'écriture) ; ils ne sont pas écrits librement. Certains utilisent un cantus-firmus comme dispositif d'unification, certains sont en canon, d'autres utilisent un motif (une devise) se répétant d'un bout à l'autre, d'autres encore emploient plusieurs de ces méthodes. Les motets qui utilisent le canon peuvent être approximativement divisés en deux groupes : ceux dans lesquels le canon est clairement désigné comme devant être entendu et apprécié pour lui-même et un autre groupe dans lequel le canon est présent mais, presque impossible à entendre, il semble avoir été écrit pour le plaisir des yeux.
Dans ses motets, Josquin a fréquemment employé l'imitation, notamment par « couple », dans des sections apparentées à des expositions fuguées reproduites à chaque verset successif du texte. On en trouve un exemple dans son introduction du Dominus regnavit (Psaume 93), pour quatre voix : tous les versets du psaume commencent par une voix exposant seule un nouveau motif musical, rapidement suivie par l'entrée des trois autres en imitation.
Josquin fut un pionnier dans l'agencement polyphonique de psaumes, qui représentent une large proportion des motets de ses dernières années. Peu de compositeurs avant Josquin avaient pratiqué de telles mises en musique. Font partie de ces compositions le célèbre Miserere (en), écrit à Ferrare en 1503 ou 1504 et très vraisemblablement inspiré par l'exécution récente du moine réformiste Jérôme Savonarole, Memor esto verbi tui, fondée sur le psaume 119, et deux arrangements du De profundis (psaume 130), souvent considérés comme les plus significatifs de son génie,.

### Chansons et compositions instrumentales
Dans le domaine de la musique profane, Josquin a laissé de nombreuses chansons françaises pour trois à six voix, une poignée de chansons profanes italiennes connues sous le nom de frottole et quelques pièces probablement prévues pour une exécution instrumentale. Les problèmes d'attribution se posent de manière bien plus aiguë avec les chansons qu'avec ses autres formes de production : alors qu'environ soixante-dix chansons à trois ou quatre voix étaient publiées sous son nom de son vivant, seules six sur au moins une trentaine de chansons à cinq ou six voix lui étant attribuées circulaient sous son nom dans le même temps. Beaucoup d'attributions rajoutées après sa mort sont considérées comme incertaines et un travail considérable a été réalisé dans les dernières décennies du XXe siècle pour les corriger sur des fondements stylistiques.
Josquin a probablement composé ses premières chansons en Europe du Nord sous l'influence de compositeurs comme Ockeghem et Antoine Busnois. À la différence de ceux-ci cependant, il n'a jamais rigoureusement respecté les conventions des formes fixes – les motifs rigides et la répétition complexe des rondeau, virelai, et ballade – il a au contraire souvent écrit ses premières chansons en stricte imitation, un procédé partagé avec plusieurs de ses œuvres sacrées. Il a été l'un des premiers compositeurs de chansons à écrire toutes les parties à voix égale et beaucoup de ses chansons contiennent des points d'imitation à la manière des motets. Toutefois il a utilisé la répétition mélodique, en particulier sur les textes rimés et beaucoup de ses chansons ont une texture plus légère et un tempo plus rapide que ses motets.
Josquin utilise dans ses chansons souvent un cantus firmus, parfois une chanson populaire dont les origines ne peuvent plus être retracées, comme dans Si j'avoye Marion. D'autres fois il emploie un air associé à l'origine à un autre texte ou encore il compose librement une chanson entière sans aucun matériel externe apparent.
Une autre technique qu'il a parfois utilisée était de prendre une chanson populaire et de l'écrire comme un canon avec elle-même, en deux voix de milieu, puis d'écrire un nouveau matériel mélodique au-dessus et autour pour un nouveau texte : il a utilisé cette technique dans l'une de ses plus célèbres chansons, Faulte d'argent, chantée par un homme qui se réveille au lit avec une prostituée, fauché et incapable de la payer.
Certaines de ses chansons ont sans doute été conçues pour être jouées instrumentalement. Que Petrucci ait publié nombre d'entre elles sans texte confirme ceci comme une évidence ; en outre, certaines des pièces, (par exemple Vive le roy en forme de fanfare), contiennent une écriture idiomatique plus instrumentale que pour les voix.
Les plus célèbres chansons de Josquin ont largement circulé en Europe. Son lamento sur la mort d'Ockeghem, Nymphes des bois/Requiem æternam, Mille Regretz (dont l'attribution à Josquin a récemment été mise en doute), Plus nulz regretz et Je me complains sont parmi les plus connues.
Au-delà de ses chansons françaises, il a écrit au moins trois pièces dans la manière de l'italienne frottola (la frottole en français), une forme de chanson populaire qu'il a dû rencontrer durant ses années milanaises. On trouve parmi celles-ci Scaramella, El grillo, et In te domine speravi. Elles ont une texture bien plus simple que ses chansons françaises, étant presque uniformément syllabiques et homophoniques, et sont parmi ses productions les plus fréquemment chantées.

### Motets-chansons
À Milan, Josquin a écrit plusieurs exemples d'un nouveau type de pièces développé par les compositeurs locaux, le motet-chanson (en). Ces compositions étaient d'une conception très similaire aux chansons du XVe siècle, construites sur le modèle de la forme fixe, sauf qu'à la différence de ces œuvres complètement profanes, elles présentaient un chant dérivé du cantus-firmus latin à la plus basse des trois voix. Les autres voix, en français, chantaient un texte profane ayant un rapport symbolique avec le texte sacré en latin ou constituant un commentaire de celui-ci. Les motets-chansons de Josquin, Que vous madame/In pace, Ce povre mendiant/Pauper sum ego et A la mort/Monstra te esse matrem, sont semblables stylistiquement à celles des autres compositeurs de la chapelle ducale milanaise, comme Loyset Compère et Alexandre Agricola.

## Influence
La renommée de Josquin a traversé tout le XVIe siècle, grandissant encore plusieurs décennies après sa mort. Zarlino, qui écrivait dans les années 1580, citait toujours Josquin en exemple dans ses traités de composition. La réputation de Josquin n'a diminué qu'après le début de la période baroque avec le déclin du style polyphonique pré-tonal.
Pendant les XVIIIe – XIXe siècle, elle a été éclipsée par celle Palestrina, compositeur de l'École romaine de la seconde moitié du XVIe siècle, dont la musique était considérée comme atteignant un grand raffinement polyphonique (mais qui était, plus encore, reconnu par l'Église catholique romaine pour avoir su appliquer au mieux les préceptes du Concile de Trente visant à résoudre la question de l'alliance des textes sacrés et d'une musique polyphonique à qui, de plus, on demandait souvent de ne pas étouffer le chant grégorien). L'art de Palestrina a été codifié par des théoriciens comme Johann Fux.
Cette recherche d'un équilibre menant à une certaine perfection ne gêna nullement le raffermissement, durant le XXe siècle, de la réputation de Josquin, au point que les spécialistes le considèrent à nouveau comme « le plus grand et le plus réputé des compositeurs de son époque ». Selon Richard Sherr, écrivant dans l'introduction du Josquin Compagnion, au sujet de la réduction du nombre de canons composés par Josquin du fait de la rectification d'attributions erronées, « Josquin survivra parce que sa meilleure musique est réellement aussi magnifique que tout le monde a toujours dit qu'elle était ».
Depuis les années 1950, la réputation de Josquin a grandi grâce à la diffusion des enregistrements, et grâce à l'apparition d'ensembles spécialisés dans l'interprétation de la musique vocale du XVIe siècle, dont beaucoup ont mis au cœur de leur répertoire la musique de Josquin.

## Liste des œuvres de Josquin des Prés
Les difficultés de recensement des œuvres de Josquin ne sont pas exagérées. En raison de son immense prestige au début du XVIe siècle, beaucoup de copistes et d'éditeurs ne résistèrent pas à la tentation d'attribuer à Josquin des œuvres anonymes si ce n'est des faux. Le compositeur et éditeur de musique allemand Georg Forster a résumé admirablement la situation en écrivant en 1540 : « Maintenant que Josquin est mort, il produit plus d'œuvres que lorsqu'il était vivant ». L'authenticité de plusieurs des œuvres listées ci-dessous est ainsi contestée. Ne sont mentionnées que les composition retenues dans la New Josquin Edition, publiée entre 1987 et 2016, ce qui exclut les œuvres considérées comme d'attribution erronée par celle-ci. 

### Messes
1. Missa Ad fugam (en) (4 voix) (attribution contestée) ;
2. Missa Ave maris stella (4 voix) (Rome, 1486–1495) ;
3. Missa de Beata Virgine (en) (5 voix) ;
4. Missa Di dadi (N'aray-je jamais) (4 voix) (attribution contestée) ;
5. Missa D'ung aultre amer (4 voix) (attribution contestée)
6. Missa Faisant regretz (4 voix) ;
7. Missa Fortuna desperata (4 voix) ;
8. Missa Gaudeamus (4 voix);
9. Missa Hercules Dux Ferrarie (4 voix, 6 dans l'Agnus III) (Ferrare, 1503-1504) ;
10. Missa La sol fa ré mi (en) (4 voix) ;
11. Missa L'ami Baudichon (4 voix) ;
12. Missa L'homme armé sexti toni (en) (4 voix, 6 dans l'Agnus III) ;
13. Missa L'homme armé super voces musicales (en) (4 voix) ;
14. Missa Malheur me bat (4 voix, 6 in Agnus III) ;
15. Missa Mater patris (4 voix ; attribution contestée) ;
16. Missa Pange lingua (en) (4 voix) (Condé, vers 1514) ;
17. Missa Sine nomine (en) (4 voix) (messe en canon, originellement titrée "Missa Ad fugam") ;
18. Missa Une musique de Biscaye (4 voix) (attribution contestée).

Il est désormais prouvé que la Missa Da Pacem à 4 voix, longtemps attribuée à Josquin, est en vérité l'œuvre de Noël Bauldeweijn.

### Fragments de Messes
Authenticité discutable, excepté pour le Credo De tous biens playne :
1. Credo Chascun me crie (Des rouges nez) (4 voix) ;
2. Credo De tous biens playne (4 voix) ;
3. Credo La belle se siet (4 voix) (attribution douteuse, probablement de Robert de Févin (en)) ;
4. Credo [Quarti toni] (4 voix ; en canon) ;
5. Credo Vilayge (I) (4 voix) ;
6. Credo Vilayge (II) (4 voix) ;
7. Gloria De beata virgine (4 voix) ;
8. Sanctus De passione (4 voix) ;
9. Sanctus D'ung aultre amer (4 voix).

### Motets
1. Absalon, fili mi (4 voix) (attribution douteuse ; peut-être Pierre de la Rue) ;
2. Absolve, quæsumus, Domine / Requiem æternam (6 voix) (attribution contestée) ;
3. Alleluia. Laudate dominum (4 voix) (attribution douteuse) ;
4. Alma redemptoris mater (4 voix) ;
5. Alma redemptoris mater / Ave regina  (4 voix) ;
6. Ave Maria, gratia plena ... benedicta tu  (4 voix) ;
7. Ave Maria, gratia plena ... Virgo serena (4 voix) (Milan 1484/85)[53] ;
8. Ave maris stella ... Virgo singularis (4 voix) ;
9. Ave maris stella (Strophe 4, Monstra te esse matrem) (4 voix) ;
10. Ave munda spes, Maria (4 voix) (n'apparaît pas dans la première édition des œuvres complètes) ;
11. Ave nobilissima creatura (6 voix) ;
12. Ave verum corpus natum (2-3 voix) ;
13. Ave virgo sanctissima  (5 voix) (attribution douteuse) ;
14. Benedicta es, cælorum regina (6 voix) ;
15. De Profundis clamavi (4 voix ; existe en deux versions : pour voix hautes et pour voix basses) (sans doute composition de milieu de période : attribution douteuse) ;
16. De Profundis clamavi (5 voix) (composition tardive) ;
17. Descendi in ortum meum (4 voix) (attribution douteuse) ;
18. Domine, dominus noster (5 voix) (attribution douteuse) ;
19. Domine exaudi orationem meam (4 voix) ;
20. Domine, ne in fuore ... Cor meum conturbatum est (4 voix) ;
21. Domine, ne in fuore ... Turbatus est a furore (4 voix) ;
22. Domine, ne projicias me (4 voix) (attribution douteuse) ;
23. Domine, non secundum peccata nostra (2-4 voix; pour Rome);
24. Dominus regnavit (4 voix) (attribution douteuse) ;
25. Ecce, tu pulchra es, amica mea (4 voix) ;
26. Factum est autem (4 voix) ;
27. Gaude virgo, mater Christi (4 voix) ;
28. Homo quidam fecit cenam magnam (5 voix) ;
29. Huc me sydereo descendere jussit Olympo (6 voix) ;
30. Illibata Dei virgo nutrix (5 voix) ;
31. In exitu Israel de Ægypto (4 voix) ;
32. In illo tempore assumpsit Jesus duodecim disciplus  (4 voix) ;
33. In principio erat Verbum (4 voix) (authenticité contestée)[54] ;
34. Iniquos odio habui (4 voix, seules les parties de ténor ont survécu) (attribution douteuse) ;
35. Inviolata, integra et casta es, Maria  (5 voix) ;
36. Inviolata, integra et casta es (12 voix) (attribution douteuse) ;
37. Liber generationis Jesu Christi (4 voix) ;
38. Magnificat quarti toni (4 voix) (attribué à Josquin sur la base du style) ;
39. Magnificat quarti toni (Verset 6, Fecit potentiam) (2 voix) ;
40. Magnificat tertii toni (4 voix) (attribué à Josquin sur la base du style) ;
41. Magnificat tertii toni (Versets 1-8) (4 voix) (attribution douteuse) ;
42. Magnus es tu, domine (4 voix) ;
43. Memor esto verbi tui (4 voix) ;
44. Mirabilia testimonia tua (attribution douteuse) ;
45. Miserere mei Deus (en)  (5 voix) (Ferrare, 1503) ;
46. Misericordias Domini in æternum cantabo (4 voix) (France, 1480/83) ;
47. Missus est Gabriel angelus ad Mariam Virginem (4 voix) ;
48. Mittit ad virginem (4 voix) ;
49. Nardi Maria pistici (Strophe 2, Honor decus imperium) (4 voix) ;
50. O admirabile commercium (4 voix) (cycle de 5 motets) ;
51. O bone et dulcis domine (4 voix) ;
52. O bone et dulcissime Jesu (4 voix) ;
53. O Domine Jesu Christe (4 voix) (cycle de Passion en 5 parties) ;
54. O virgo prudentissima (6 voix) ;
55. O Virgo Virginum (6 voix) ;
56. Obsecro te, domina (5 voix) (attribution douteuse) ;
57. Pater noster, qui es in cælis (6 voix) (Condé, 1505–1521) ;
58. Planxit autem David (4 voix) ;
59. Preter rerum seriem (6 voix) ;
60. Qui edunt me adhuc (2 voix) (attribution douteuse) ;
61. Qui habitat in adiutorio altissimi (4 voix) ;
62. Qui habitat in adjutorio altissimi (24 voix) (attribution douteuse) ;
63. Qui velatus facie fuisti (4 voix) (cycle de Passion en 6 parties) ;
64. Recordare, virgo mater (4 voix) ;
65. Regina celi, letare (4 voix) (attribution douteuse) ;
66. Responde mihi (4 voix) (attribution douteuse) ;
67. Salve regina (4 voix) ;
68. Salve regina (5 voix, 1502) ;
69. Stabat Mater (5 voix) ;
70. Tu solus qui facis mirabilia (4 voix) ;
71. Usquequo Domine oblivisceris me (4 voix) (attribué sur la base du style ; seulement en partie conservé) ;
72. Ut Phebi radii (4 voix) ;
73. Victimæ paschali laudes (4 voix) ;
74. Virgo prudentissima (4 voix);
75. Virgo salutiferi (5 voix) (Ferrare, 1504/05) ;
76. Vultum tuum deprecabuntur (4 voix) (cycle de Passion en 7 parties) (années 1480).

### Motets-chansons
1. A la mort / Monstra te esse matrem (3 voix) ;
2. Ce povre mendiant / Pauper sum ego (3 voix) ;
3. Que vous madame / In pace in idipsum (3 voix).

### Chansons
1. A l'heure que je vous (4 voix) ;
2. A l'ombre d'ung buissonet, au matinet (3 voix) ;
3. Ach hülff mich leid (4 voix) (attribution douteuse) ;
4. Adieu mes amours (en)  (4 voix) ;
5. Adieu mes amours (6 voix ; œuvre fragmentaire : seulement 3 voix survivantes[55]) (attribution douteuse) ;
6. Allegez moy (6 voix) ;
7. Baisiez moy, ma doulce amye (4 voix) ;
8. Belle, pour l'amour de vous (4 voix) ;
9. Bergerette savoyenne (4 voix) ;
10. Cela sans plus (3 voix) ;
11. Comment peult avoir joye (4 voix) ;
12. Cueur langoreulx (5 voix) ;
13. De tous biens plaine (3 voix) ;
14. De tous biens plaine (en) (4 voix) ;
15. Dictez moy bergere (4 voix) (attribution douteuse) ;
16. Douleur me bat (5 voix) ;
17. Du mien amant (5 voix) ;
18. Dulces exuvie (4 voix) ;
19. En l'ombre d'ung buissonet tout, au long (3 voix) ;
20. En l'ombre d'ung buissonet tout, au long (4 voix) (attribution douteuse) ;
21. Entré je suis en grant pensée (3 voix) ;
22. Entré je suis en grant pensée (4 voix) ;
23. Fama malum (4 voix) ;
24. Faulte d'argent (5 voix) ;
25. Fors seulement (4 voix) (attribution douteuse) ;
26. Fors seulement (6 voix) (attribution douteuse) ;
27. Fortuna desperata (3 voix) (attribution douteuse) ;
28. Fortuna d'un gran tempo (3 voix) ;
29. Guillaume se va chauffer (4 voix) (attribution douteuse) ;
30. Helas madame (3 voix) (attribution douteuse) ;
31. Ile fantazies de Joskin (3 voix) ;
32. Incessament livré suis à martire (5 voix) ;
33. Je me (Je [me] suis si trestourte) (3 voix) (attribution douteuse) ;
34. Je me complains (5 voix) ;
35. Je ne me puis tenir (5 voix) ;
36. Je n'ose plus (3 voix) ;
37. Je ris et si ay larme (4 voix) (attribution douteuse) ;
38. Je sey bien dire (4 voix) ;
39. La belle se siet (3 voix) ;
40. La Bernardina (3 voix) ;
41. La plus de plus (3 voix) ;
42. Le villain [jaloux] (4 voix) ;
43. Leal schray tante (4 voix) (attribution douteuse) ;
44. L’homme armé (4 voix) (attribution douteuse) ;
45. Ma bouche rit et mon cueur pleure[56] (5 voix) ;
46. Madame helas (3 voix) (attribution douteuse) ;
47. Mille Regretz (4 voix);
48. Mon mary m'a diffamée (3 voix) ;
49. N'esse pas ung grant desplaisir (5 voix) ;
50. Nymphes des bois (lamento écrit pour la mort de Johannes Ockeghem) (5 voix) ;
51. Nymphes, nappés / Circumdederunt me (6 voix) ;
52. O Venus bant (3 voix) (attribution douteuse) ;
53. Parfons regretz[57] (5 voix) ;
54. Petite camusette (6 voix) ;
55. Plaine de dueil[58] (5 voix) ;
56. Plus n'estes ma maistresse (4 voix) (attribution douteuse) ;
57. Plus nulz regretz (4 voix) (écrite entre 1508 et 1511, en commémoration du traité de Calais de 1507) ;
58. Plus nulz regretz (5 voix) ;
59. Plusieurs regretz (5 voix) ;
60. Pour souhaitter (6 voix) ;
61. Quant je vous voye (3 voix) ;
62. Que vous madame (3 voix) ;
63. Qui belles amours a (4 voix) ;
64. Regretz sans fin (6 voix) ;
65. Se congié prens (4 voix) (attribution douteuse) ;
66. Se congié prens (6 voix) ;
67. Si j'ay perdu mon amy (3 voix) ;
68. Si j'ay perdu mon amy (4 voix) ;
69. Si j’eusse Marion (3 voix) ;
70. Tant vous aimme Bergeronette (4 voix) ;
71. Tenez moy en voz bras (6 voix) (attribution douteuse) ;
72. Une musque de Biscaye (4 voix) ;
73. Vive le roy (4 voix) (pièce instrumentale écrite pour Louis XII) ;
74. Vivray je tousjours (4 voix) (attribution douteuse) ;
75. Vous l'arez, s'il vous plaist (6 voix) ;
76. Vous ne l'arez pas (6 voix) ;
77. [Sans texte] (4 voix) ;
78. [Sans texte] (4 voix).

### Frottoles
1. El Grillo (4 voix) (attribution douteuse) ;
2. In te Domine speravi per trovar pietà (4 voix) (attribution douteuse) ;
3. Scaramella va alla guerra (4 voix).

## Hommages
- Depuis 1979, Despréz, un cratère de la planète Mercure, est nommé en son honneur[59].
- Le collège de Beaurevoir, sa commune natale, et celui de Condé-sur-l'Escaut, commune de décès, portent son nom.

### Monographies
- (en) International Josquin Symposium, Willem Elders, and Frits de Haen. Proceedings of the International Josquin Symposium. Utrecht: Vereniging voor Nederlandse Muziekgeschiedenis, 1986.  (ISBN 90-6375-148-6)
- Jean-Pierre Ouvrard, Josquin Desprez et ses contemporains : de l'écrit au sonore, guide pratique d'interprétation, Actes Sud, Arles, 1986, 166 p.  (ISBN 2-86869-088-2)
- Jean Roset, Josquin des Prez (1440-1521), Prince de la Musique, Conseil général de Picardie, 1996, 165 p. sans ISBN.
- (en) Ross W. Duffin (éd.), A Josquin Anthology, Oxford University Press, Oxford, 1999.  (ISBN 0-19-353218-2)
- (en) Richard Sherr (éd.), The Josquin Companion, Oxford University Press, 2000, xxix-691 (ISBN 0-19-816335-5, OCLC 436891003, BNF 39205340, présentation en ligne, lire en ligne)
- (en) David Fallows, Josquin, Turnhout, Brepols, coll. « Epitome musical », 2009, 550 p. (ISBN 978-2-503-53065-9, OCLC 554178063, BNF 41426034)
- Jacques Barbier, Josquin Desprez, Bleu Nuit éditeur, 2010, 287 p.  (ISBN 978-2-913575-87-5)

### Articles et encyclopédies
- (en) Irving Godt, « Motivic Integration in Josquin's Motets », dans Journal of Music Theory vol. 21 no. 2 (automne, 1977), p. 264–292.
- (en) Howard M. Brown, « Chanson », dans The New Grove Dictionary of Music and Musicians, éd. Stanley Sadie, Macmillan, Londres, 1980. (20 vol.)  (ISBN 1-56159-174-2).
- (en) Reese Gustave, « Josquin Desprez (biographie) », dans The New Grove Dictionary of Music and Musicians, éd. Stanley Sadie. Londres, Macmillan, 1980. (20 vol.)  (ISBN 1-56159-174-2)
- (en) Jeremy Noble, « Josquin Desprez (œuvres) », dans The New Grove Dictionary of Music and Musicians, éd. Stanley Sadie. Macmillan, Londres, 1980. (20 vol.)  (ISBN 1-56159-174-2).
- (de) Klaus Pietschmann, « Ein Graffito von Josquin Desprez auf der Cantoria der Sixtinischen Kapelle », dans Die Musikforschung vol. 52 no. 2 (1999), p. 204–207.
- (en) Patrick Macey, « Josquin des Prez », dans L. Macy (éd.), The New Grove Dictionary of Music and Musicians, vol. 29, Londres, Macmillan, 2001, 2e éd., 25 000 p. (ISBN 9780195170672, lire en ligne)

### Autres ouvrages
- (en) Gustave Reese, Music in the Renaissance. New York, Norton, 1954.  (ISBN 0-393-09530-4).
- (en) Harold Gleason et Warren Becker, Music in the Middle Ages and the Renaissance, Frangipani Press, Bloomington (Indiana), 1981.  (ISBN 0-89917-034-X).
- (en) Allan W. Atlas (éd.), Renaissance music: music in western Europe, 1400-1600, New-York, Norton 1998.  (ISBN 0-39-397169-4)
- (en) Patrick Macey, Bonfire Songs: Savonarola's Musical Legacy. Oxford, Clarendon Press, 1998.  (ISBN 0-19-816669-9).